# トップ・ギア・ラリー
『トップギア・ラリー』 (Top Gear Rally) は、コトブキシステムから発売されたコンピュータゲームのシリーズである。初作は1992年3月27日に日本において『トップレーサー』のタイトルで発売され、同年4月にアメリカ合衆国において『Top Gear』のタイトルで発売された。
ゲーム内容は、4種類あるスポーツカーから1台を選択して公道でレースを行う内容となっており、上下2分割された画面で2人対戦プレイが行える事を特徴としている。開発はイギリスのGremlin Graphicsが行い、音楽はNES用ソフト『Super Cars』（1991年）を手掛けたバリー・レイッチおよびファミリーコンピュータ用ソフト『スパイvsスパイ』（1986年）や『ディジャブ』（1988年）などを手掛けた増野宏之が担当している。
後に続編となる『トップレーサー2』（1993年）が発売されて以降シリーズ化され、1997年以降は日米欧ともタイトルを『トップギア・ラリー』として統一している。本項では主に第一作『トップレーサー』について詳述する他、原題にならってトップギアシリーズの一作品として扱う。

## スタッフ
- プログラム：リッチー・ブラナン、アシュリー・ベネット、サイモン・ブレイク
- グラフィック：ポール・グレゴリー
- 音楽：バリー・レイッチ（英語版）、増野宏之

## 評価
ゲーム誌『ファミコン通信』の「クロスレビュー」では合計29点（満40点）、『ファミリーコンピュータMagazine』の読者投票による「ゲーム通信簿」での評価は以下の通りとなっており、20.82点（満30点）となっている。この得点はスーパーファミコン全ソフトの中で142位（323本中、1993年時点）となっている。
| 項目 | キャラクタ | 音楽 | 操作性 | 熱中度 | お買得度 | オリジナリティ | 総合  |
| 得点 | 3.30       | 3.52 | 3.73   | 3.39   | 3.70     | 3.18           | 20.82 |

## シリーズ一覧

### トップギアシリーズ
- トップレーサー（スーパーファミコン、1992年3月27日）※原題『Top Gear』。
- トップレーサー2（スーパーファミコン、1993年12月22日）※原題『Top Gear 2』。
- プラネットチャンプTG3000（スーパーファミコン、1995年4月28日）※原題『Top Gear 3000』。

### トップギア・ラリーシリーズ
- トップギア・ラリー（NINTENDO 64、1997年12月5日）
- トップギア・オーバードライブ（NINTENDO64、1999年3月19日）
- トップギア・ポケット（ゲームボーイカラー・振動カートリッジ対応、1999年4月23日）※GB初のGBC専用ソフト
- トップギア・ポケット2（ゲームボーイカラー・振動カートリッジ対応、1999年12月17日）
- トップギア・ラリー2（NINTENDO64、2000年2月4日）
- トップギア・ハイパーバイク（NINTENDO64、2000年3月17日）
- トップギア・デアデビル（PlayStation 2、2001年1月18日）
- トップギア・ラリーSP（ゲームボーイアドバンス、2003年7月25日）